# Pro Bowl 1985
Match précédent Match suivant
Le AFC-NFC Pro Bowl 1985 est le Match des étoiles de football américain de la National Football League pour la saison 1984. Il se joue au Aloha Stadium d'Honolulu le 27 janvier 1985 entre les meilleurs joueurs des deux conférences de la NFL, la National Football Conference et l'American Football Conference. La rencontre est remportée sur le score de 22 à 14 par l'équipe représentant l'American Football Conference.